# Newport Transporter Bridge
Die Newport Transporter Bridge (walisisch: Pont Gludo Casnewydd) ist eine Schwebefähre über den River Usk in Newport, Wales. Sie steht als Grade-I-Bauwerk unter Denkmalschutz. Sie wurde nach Plänen des französischen Ingenieurs Ferdinand Arnodin zwischen 1902 und 1906 erbaut und am 12. September 1906 eröffnet. Die Konstruktion ist ein Beispiel für die sehr seltenen Schwebefähren, von denen es heute weltweit nur acht Exemplare gibt.

## Gründe für den Bau einer Schwebefähre
Diese Bauart einer Flussüberquerung wurde gewählt, weil die Ufer am gewünschten Standort (etwa zwei Kilometer südlich des Stadtzentrums von Newport) sehr niedrig sind und eine gewöhnliche Brücke daher nur mit sehr langen Anfahrtsrampen die nötige Durchfahrtshöhe für den Schiffsverkehr erreicht hätte. Andererseits wäre eine Fähre bei Niedrigwasser nicht nutzbar.
Die Masten sind 74 m hoch, die Höhe des horizontalen Tragwerks beträgt 54 m über der Fahrbahn. Die Gondel kann sechs Autos und 120 Fußgänger transportieren und legt die Strecke von 197 m mit 3 m/s zurück. Der Antrieb befindet sich in einem Maschinenraum über der östlichen Zufahrt. Diese Schwebefähre ist heute weltweit die größte; sie ist die älteste ihrer Art im Vereinigten Königreich.

## Sonstiges
1985 wurde die Schwebefähre wegen Verschleiß geschlossen. Nach einer 3 Millionen Pfund Sterling teuren Reparatur wurde sie 1995 wieder geöffnet und blieb bis Ende 2007 in Betrieb. Nach der Wiedereröffnung 2010 blieb sie nur einige Monate in Betrieb. Zurzeit ist sie zwischen April und September in Betrieb.
Die Brücke ist Bestandteil des klassifizierten Straßennetzes (Straße B4237). Die Route 4 des National Cycle Network überquert hier den River Usk, und die Route 47 beginnt am Westufer.
Die Brücke gilt allgemein als das wichtigste Wahrzeichen von Newport. Sie stand im Mittelpunkt der 2000-Jahr-Feiern, als auf ihrer gesamten Länge ein Feuerwerk abgebrannt wurde, und war in verschiedenen Filmen (zum Beispiel Tiger Bay) und Fernsehshows zu sehen. Ihre Benutzung kostet für Fußgänger und alle Arten von Zweirädern 50 Pence, für Autos beträgt die Maut ein Pfund. Eine Tageskarte erlaubt den Besuch des Maschinenhauses und den Fußweg über den Brückenträger.

## Galerie

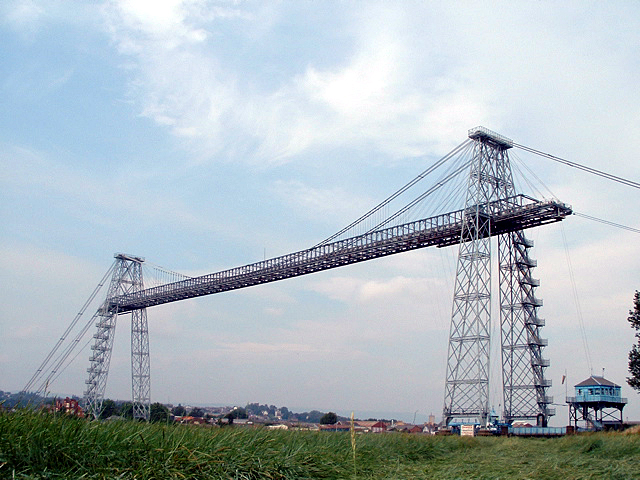
Ansicht von Südosten
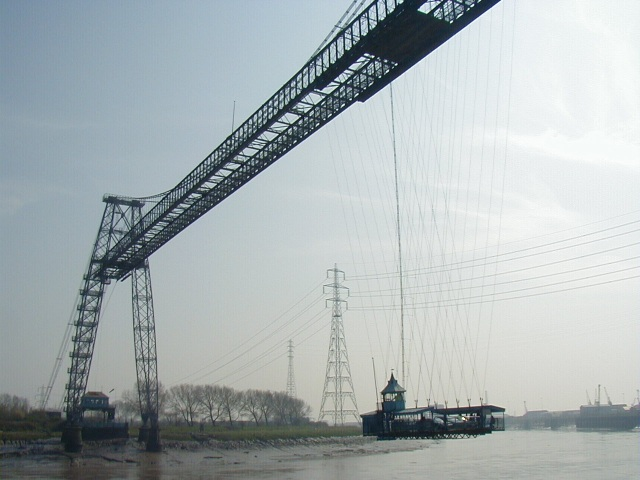
Die Fähre unterwegs
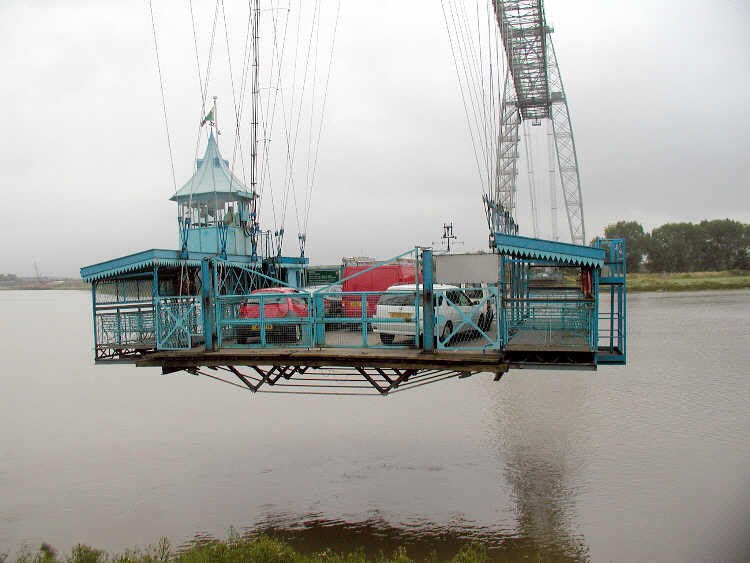
Die Gondel
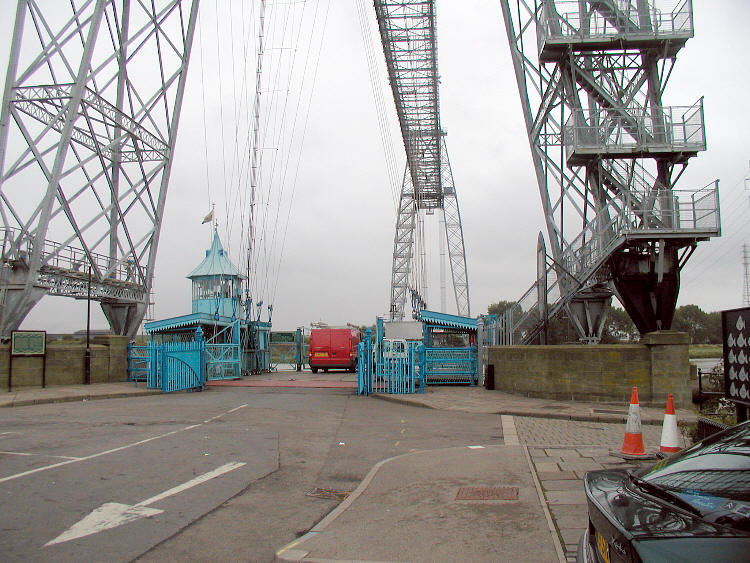
Am Westufer